# Laputa knerii
Laputa knerii – gatunek morskiej ryby z rodziny jednorożkowatych (Monacanthidae). Jedyny przedstawiciel rodzaju Laputa.